# Rumpler C.X
Il Rumpler C.X, sigla aziendale Rumpler 8C14, fu un aereo da ricognizione biposto d'alta quota, monomotore e biplano, sviluppato dall'azienda aeronautica tedesco imperiale Rumpler Flugzeugwerke GmbH negli anni dieci del XX secolo e rimasto allo stadio di prototipo.
Sviluppo del precedente Rumpler 8C13, anch'esso rimasto allo stadio prototipale, e destinato ai reparti della Luftstreitkräfte, la componente aerea del Deutsches Heer (l'esercito imperiale tedesco) durante le fasi finali della prima guerra mondiale, fu un modello tecnicamente efficace.
Il prototipo, che adottava una velatura similare a quella del Rumpler C.VII ed era equipaggiato con un potente motore, inizialmente il deludente Mercedes D.IVa da 260 CV (191 kW) sostituito in seguito dal Maybach Mb.IVa da 240 CV (177 kW), risultò essere il più veloce e quello a raggiungere la più alta quota di tutti i modelli C-Typ sviluppati fino a quel momento. Le prestazioni assicurarono all'azienda un contratto di fornitura nell'agosto 1918, tuttavia al termine delle ostilità furono pochissimi gli esemplari realizzati e testati dall'azienda.

## Utilizzatori
Germania
- Luftstreitkräfte (previsto)

### Pubblicazioni
- (EN) Over the Front, vol. 23, League of World War I Aviation Historians, 2008.